# Neuer Mann
Mit dem Schlagwort Neuer Mann werden unterschiedliche Konzepte von Männlichkeit bezeichnet, die sich in Ablösung von traditionellen Männlichkeitsvorstellungen in verschiedenen historischen Epochen entwickelten.

## Geschichte
Der Historiker Wolfgang Schmale nannte insbesondere die europäische Renaissance, die Französische Revolution sowie die 1968-Bewegung, in der ein neues Männerbild proklamiert wurde und ein „Neuer Adam“, ein „Regenerierter Mann“ (Homme régénéré) oder ein „Neuer Mann“ ausgerufen wurden. Diese Bezeichnungen markierten nach Angaben des Böhlau Verlags jeweils „den Beginn umfassender Neukonstruktionen der Männlichkeit“.
Paula Diehl setzte eine neue Männlichkeit unter dem Schlagwort „Neuer Mann“ mit dem Körperbild der NS-Ideologie in Verbindung. Der männliche Soldatentypus arrangierte zum Symbol der Erneuerung des Volkes und diente zur Abwehr von sozialen Ängsten wie vor biologischer Degeneration und einer Männlichkeitskrise im 19. Jahrhundert, die nach George L. Mosse zunächst mit einer Verhärtung der männlichen Stereotypen einherging.

## Gegenwart
Die heutige Ausformung des „neuen Mannes“ ist in der Männerbewegung eng mit der Veränderung von Geschlechterrollen durch die Frauenbewegung entstanden. Dieser „neue Mann“ habe sich häufig einem emanzipatorischen Männerbild verschrieben. Dies beinhaltet auch die kritische Hinterfragung des aktuellen Männerbildes und der Stellung des Mannes in der Gesellschaft. „Neue Männer“ seien, so Peter Döge, „partnerschaftlicher in der Beziehung, beteiligen sich deutlich mehr an Haus- und Familienarbeit, sind neue Väter, unterstützen ihre Partnerinnen in ihrer Berufstätigkeit und lehnen Gewalt als Mittel der Konfliktlösung in der Partnerschaft eindeutig ab.“ Breite Aufmerksamkeit erreichte die Idee vom „neuen Mann“ durch Ina Deter, die sang: Neue Männer braucht das Land.
Döge führte weiter aus, dass Studien auf einen Einstellungswandel der Männer hinweisen. „Fanden sich hier in den siebziger Jahren noch überwiegend traditionelle Vorstellungen hinsichtlich der Gestaltung des Geschlechterverhältnisses“, sind nach der 1998 vorgelegten Männerstudie von Paul M. Zulehner und Rainer Volz „rund ein Fünftel der bundesdeutschen Männer so genannte neue Männer'“. Etwa ein Fünftel der Männer verhalte sich aber nach wie vor „traditionell“ und sehe den geeigneten „Platz der Frauen im Heim und am Herd – eine Meinung, die allerdings auch rund ein Sechstel der befragten Frauen vertritt“. Dazwischen befänden sich „die pragmatischen und unsicheren Männer, deren zukünftiges Rollenmuster eher noch unklar zu sein scheint.“
Eine Sinusstudie, beauftragt vom Bundesministerium für Familie, Senioren, Frauen und Jugend 2008, definierte den „modernen ‘neuen’ Mann“ als demonstrativen oder praktischen Gegenentwurf zum „traditionellen Mann“, dessen Leitbild der „Neue Mann“ sei, und schätzte ihren Anteil als größte Gruppe ein, die bei Postmaterialisten und zunehmend in der politischen Mitte verortet wurde. Demnach lag ihr Anteil mit 32 % vor dem „postmodernen flexiblen Mann“ (31 %) und dem „starken Haupternährer der Familie“ (23 %). Betont wurde aber auch, dass die Angaben der Befragten häufig subjektiv seien und sich auf ein Ideal stützten – so seien sie nicht in jedem Falle mit der gelebten Praxis in Einklang zu bringen.